# Charitopes collaris
Charitopes collaris là một loài tò vò trong họ Ichneumonidae.